# Neotheronia concolor
Neotheronia concolor là một loài tò vò trong họ Ichneumonidae.